# Adeps
L’Adeps (Administration de l'Éducation physique, du Sport et de la Vie en Plein Air) est l'administration générale du sport en Fédération Wallonie-Bruxelles chargée de promouvoir le sport et l'éducation physique auprès de l'ensemble de la population.
Son équivalent en Communauté flamande est Sport Vlaanderen.

## Histoire
Depuis 1946, la politique sportive au niveau belge a été gérée au sein du ministère de la Santé publique. En 1956, est créée une entité autonome : l'Institut National pour l'Éducation Physique et les Sports(INEPS-NILOS), parastatal relevant du ministère de la Santé publique. En 1963, sont créées deux administrations à la place de l'INEPS : le BLOSO du côté flamand et l'ADEPS du côté francophone. En 1969, est mis un terme à l'administration nationale du sport, remplacée par les deux entités déjà créées : le BLOSO et l'ADEPS.

## Missions de l'Adeps
L'Adeps organise la politique sportive sous toutes ses formes :

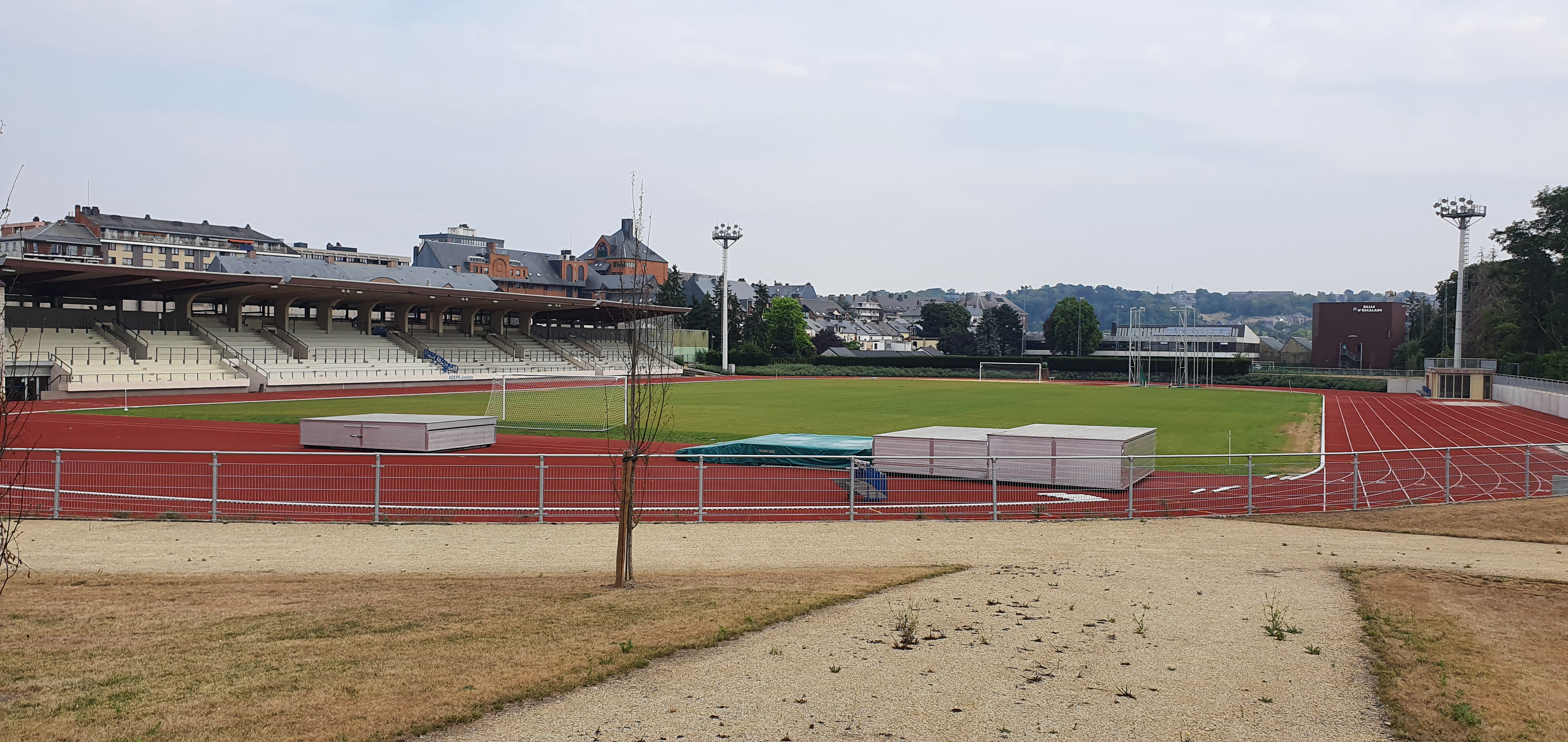
Piste d'athlétisme de l'ADEPS à Namur.

- Piste d'athlétisme de l'ADEPS à Namur.Mise à disposition d'une infrastructure de 18 centres sportifs en Fédération Wallonie-Bruxelles, 7 centres de conseil du sport (CCS) et d'un centre de prêt de matériel sportif auxquels s'ajoute le centre des Arcs en montagne en France (collaboration avec le centre UCPA des Arcs, pour le ski alpin en hiver, la randonnée de montagne en été)[2].

- Organisation d’activités pour les écoles, de stages de vacances sportives, de cycles sportifs toute l’année et d’activités destinées au grand public (« Sport pour Tous ») en particulier chez les personnes plus éloignées de la pratique sportive régulière (population précarisée, personnes porteuses d’un handicap, etc.).
- Organisation, la coordination et/ou l’homologation de formations aux « métiers d’encadrement du sport » dans les domaines pédagogique, sécuritaire et managérial.
- Octroi de subsides aux fédérations sportives reconnues qui regroupent les clubs affiliés et les sportifs licenciés, en soutien à des activités sportives organisées par les administrations publiques ou le secteur non-marchand et aux centres sportifs locaux et intégrés. En 2022, 62 fédérations sportives étaient reconnues par l'Adeps.
- Organisation et accompagnement du sport de haut niveau afin d’aider nos sportifs à obtenir les meilleurs résultats possibles lors des compétitions internationales. Cela concerne, notamment, l'octroi de contrats de travail et de bourses individuelles attribuées aux élites sportives ainsi que l’aide octroyée au Comité Olympique et Interfédéral Belge (COIB) notamment via le projet Be Gold destiné aux sportifs de haut niveau. En 2022, 65 sportifs de haut niveau étaient sous contrat avec la Fédération Wallonie-Bruxelles.
- Amélioration de l’encadrement et de la gestion du sport via des formations de cadres sportifs à vocation pédagogique, managériale et sécuritaire.
- Représentation de la Fédération Wallonie-Bruxelles dans les différentes instances sportives internationales : Union européenne, Organisation Internationale de la Francophonie, etc.
- Des Points verts-marches Adeps dans la nature sont organisées les dimanches et jours fériés. En 2022, une responsable estime qu'il y a 1 000 marches par an qui réunissent 700 000 participants[3].